# Baldama
Baldama est à la fois un village et un canton de la commune de Mora, située dans la région de l'Extrême-Nord et le département du Mayo-Sava.

## Géographie
Baldama se situe non loin de la frontière avec le Nigeria, à 12 km au Sud de Mora.

## Population
En 1967, la population du village seul de Baldama était estimée à 1646 habitants, ayant à la tête du canton sa majesté Zoulgo Kola qui a fait son entrée le 13 avril 1959 avant les indépendances.
Lors du recensement de 2005, le canton comptait 3410 habitants, en 2022 le canton Baldama compte 5200 habitants malgré les attaques perpétuelles qui ont occasionné les déplacements et les décès, mais le village de Baldama lui-même ne comptait plus que 81 habitants dont 41 hommes et 40 femmes.
En 1968, Bernard Juillerat compte 6 lignages au sein de Baldama.

## Structure administrative du canton
Outre Baldama proprement dit, le canton comprend les villages suivants:
- Babao
- Dzala
- Gaïbaldama
- Gaïkour
- Gaïkour
- Gildikra
- Godza
- Gudjimdelé
- Kachangara
- Kladjing
- Gelwouyang
- Kolguine
- Maklay
- Makoulbe
- Gizliftik
- Geveli
- Maniwi
- Hud tselay
- Ygzawa Koudba

## Économie
Baldama fait partie des 16 localités électrifiées de la commune de Mora.

## Ethnies et langues
À Baldama est notamment parlé le matal (ou mouktélé).
Parmi les ethnies présentes on trouve des mouktélé 

## Histoire
Dans la première moitié du XXe siècle, l'administration coloniale française entreprend d'"émanciper" les "païens" montagnards en structurant l'administration locale. Elle souhaite rassembler plusieurs massifs en cantons. Le chef de Baldama refuse de rassembler tout le territoire Mouktélé à cause des tensions qui existent entre massifs.